# Christoph Schwennicke

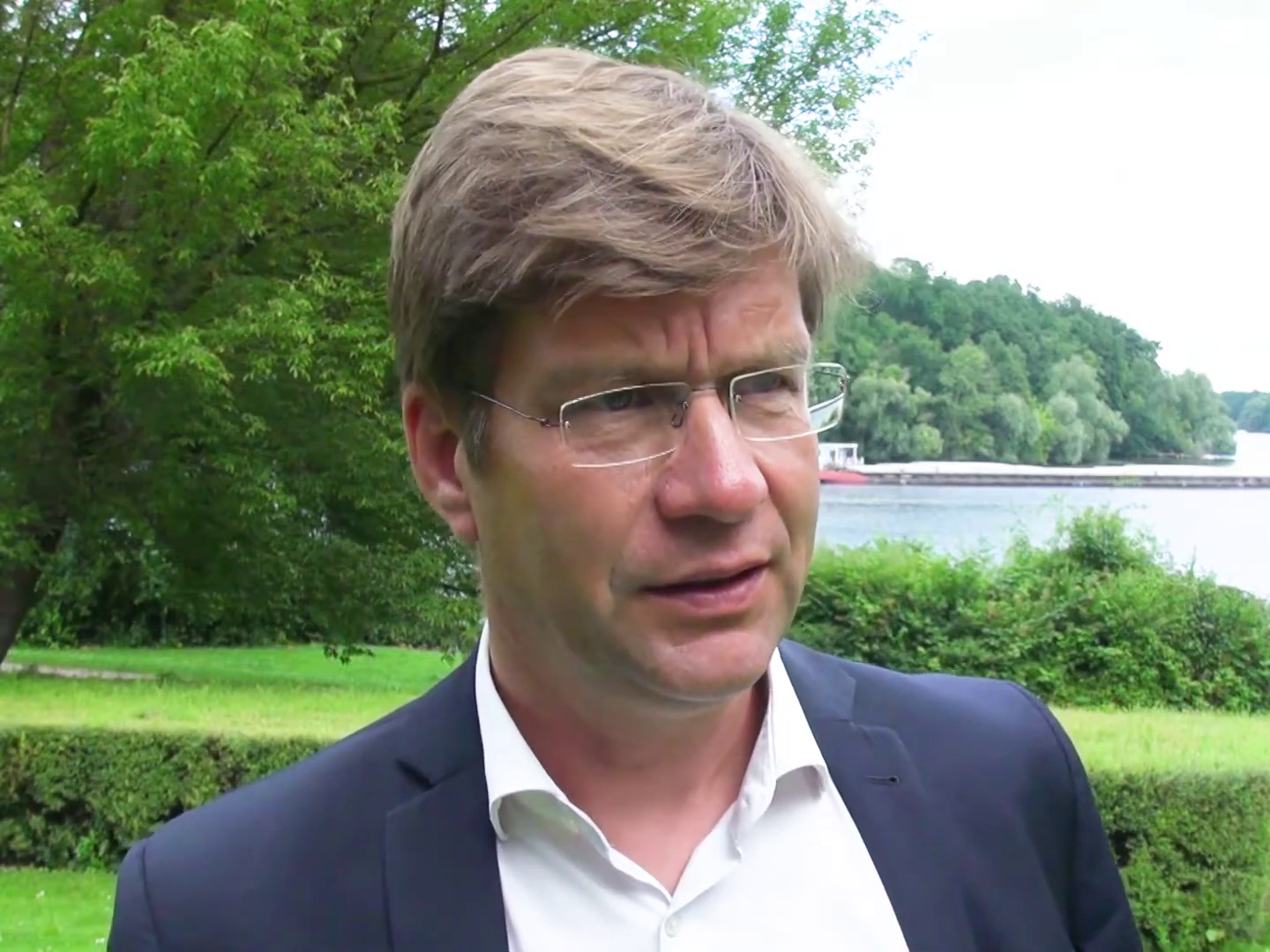
Christoph Schwennicke (2017)

Christoph Schwennicke (* 20. März 1966 in Bonn) ist ein deutscher Journalist. Seit September 2023 ist er Mitglied der Chefredaktion von T-Online.
Zuvor war Schwennicke von 2012 bis 2021 Chefredakteur des politischen Magazins Cicero. Von 2016 bis 2021 war er zudem – gemeinsam mit Alexander Marguier – Gesellschafter des Res Publica Verlags sowie Herausgeber von Cicero und Monopol. Anschließend war er von Mai 2021 bis März 2023 einer der Geschäftsführer der Verwertungsgesellschaft Corint Media.

## Leben
Schwennicke wuchs in Vöhringen bei Neu-Ulm auf. Er besuchte die Deutsche Journalistenschule in München und studierte von 1987 bis 1992 Germanistik, Politikwissenschaft und Journalistik in Bamberg. 
Nach seinem Diplom war er bei mehreren Tageszeitungen und im Rundfunk beschäftigt und ab 1993 als Redakteur, später Bonner Korrespondent, der Badischen Zeitung. 1996 wechselte er zur Süddeutschen Zeitung, wo er Korrespondent der Parlamentsredaktion in Bonn, dann in London wurde. Ab 2005 leitete er die Parlamentsredaktion in Berlin, bevor er im Oktober 2007 zum Nachrichtenmagazin Der Spiegel wechselte, bei dem er ab 2010 stellvertretender Leiter des Hauptstadtbüros war. Ebenfalls 2010 erschien sein Buch Das Glück am Haken: Der ewige Traum vom dicken Fisch.
Im Mai 2012 löste Schwennicke Michael Naumann als Chefredakteur der Monatszeitschrift Cicero ab. Norbert Seitz beschrieb Schwennicke damals im Deutschlandfunk als Liberalen, der sich „jenseits der sattsam bekannten Lagermuster und alarmistischen Feindbilder“ bewegte. Schwennicke selbst sagte, Cicero solle „sein wie Joachim Gauck […] links, liberal und konservativ“. Im Mai 2016 übernahmen Schwennicke und sein Stellvertreter Alexander Marguier die Titel Cicero sowie Monopol von der Schweizer Ringier-Gruppe und gaben daraufhin beide Magazine unter dem Dach der Res Publica Verlags GmbH heraus.
Seit der Flüchtlingskrise im Herbst 2015 beschrieben mehrere Journalisten einen Rechtsruck von Cicero. Jakob Augstein warf Schwennicke im Februar 2016 auf Spiegel Online vor, „völkische Propaganda“ zu verbreiten. Catalina Schröder konstatierte im April 2017 in der Fachzeitschrift Journalist, Schwennicke schaffe es, „einen Großteil seiner Texte und Interviews auf die seiner Meinung nach schwer misslungene Flüchtlingspolitik der Kanzlerin zu drehen“.
Im Januar 2021 wurde vor dem Hintergrund wachsender Differenzen zwischen Schwennicke und Marguier bekannt, dass Schwennicke aus der Cicero-Chefredaktion aussteigt und seinen Anteil am Res Publica Verlag an den Bankmanager Dirk Notheis verkauft.
Schwennicke nimmt häufig an der sonntäglichen Fernseh- und Radiodebatte Presseclub teil.
Er ist verheiratet und hat ein Kind.

## Preise
- Theodor-Wolff-Preis 1993
- Medienpreis des Deutschen Bundestages in Politik 2008[5]
- Henri-Nannen-Preis, zusammen mit Anderen, für „Besonders verständliche Berichterstattung“ 2011[20][21]
- LeadAward 2019, Bronze in der Kategorie „Blattmacher des Jahres, Magazin Debatte“[22], zusammen mit Alexander Marguier